# Seven Femenino de Dubái 2019
El Seven Femenino de Dubái de 2019 fue la novena edición del torneo de rugby 7, fue el segundo torneo de la Serie Mundial Femenina de Rugby 7 2019-20.
Se desarrolló en el The Sevens Stadium de la ciudad de Dubái, Emiratos Árabes Unidos.

## Equipos participantes
Además de los 11 equipos que tienen su lugar asegurado para toda la temporada se suma como invitado la selección de Japón.
| - Australia - Brasil - Canadá - España - Estados Unidos - Fiyi | - Francia - Inglaterra - Irlanda - Japón - Nueva Zelanda - Rusia |

## Fase de grupos

### Grupo A
| Equipo         | Encuentros | Encuentros | Encuentros | Encuentros | Tantos  | Tantos    | Tantos     | Puntos |
| Equipo         | jugados    | ganados    | empatados  | perdidos   | a favor | en contra | diferencia | Puntos |
| -------------- | ---------- | ---------- | ---------- | ---------- | ------- | --------- | ---------- | ------ |
| Estados Unidos | 3          | 3          | 0          | 0          | 96      | 31        | 65         | 9      |
| Canadá         | 3          | 2          | 0          | 1          | 77      | 53        | 24         | 7      |
| Rusia          | 3          | 1          | 0          | 2          | 55      | 64        | -9         | 5      |
| Brasil         | 3          | 0          | 0          | 3          | 14      | 94        | -80        | 3      |

### Grupo B
| Equipo    | Encuentros | Encuentros | Encuentros | Encuentros | Tantos  | Tantos    | Tantos     | Puntos |
| Equipo    | jugados    | ganados    | empatados  | perdidos   | a favor | en contra | diferencia | Puntos |
| --------- | ---------- | ---------- | ---------- | ---------- | ------- | --------- | ---------- | ------ |
| Australia | 3          | 3          | 0          | 0          | 114     | 10        | 104        | 9      |
| Fiyi      | 3          | 1          | 1          | 1          | 47      | 69        | -22        | 6      |
| España    | 3          | 1          | 1          | 1          | 36      | 67        | -31        | 6      |
| Irlanda   | 3          | 0          | 0          | 3          | 27      | 78        | -51        | 3      |

### Grupo C
| Equipo        | Encuentros | Encuentros | Encuentros | Encuentros | Tantos  | Tantos    | Tantos     | Puntos |
| Equipo        | jugados    | ganados    | empatados  | perdidos   | a favor | en contra | diferencia | Puntos |
| ------------- | ---------- | ---------- | ---------- | ---------- | ------- | --------- | ---------- | ------ |
| Francia       | 3          | 3          | 0          | 0          | 69      | 21        | 48         | 9      |
| Nueva Zelanda | 3          | 2          | 0          | 1          | 102     | 31        | 71         | 5      |
| Inglaterra    | 3          | 1          | 0          | 2          | 43      | 83        | -40        | 5      |
| Japón         | 3          | 0          | 0          | 3          | 21      | 100       | -79        | 3      |

## Fase Final

### 11° puesto
| 7 de diciembre | Brasil | 14 - 12 | Japón | The Sevens Stadium, Dubái |  |

### 9° puesto
| 7 de diciembre | Inglaterra | 26 - 21 | Irlanda | The Sevens Stadium, Dubái |  |

#### Copa de oro
|  | Cuartos de final | Cuartos de final | Cuartos de final |                |               | Semifinales   | Semifinales | Semifinales |           |              | Copa           | Copa           | Copa |  |
|  |                  |                  |                  |                |               |               |             |             |           |              |                |                |      |  |
|  |                  |                  |                  |                |               |               |             |             |           |              |                |                |      |  |
|  | Australia        | Australia        | 21               |                |               |               |             |             |           |              |                |                |      |  |
|  | Australia        | Australia        | 21               |                |               |               |             |             |           |              |                |                |      |  |
|  | España           | España           | 0                |                |               |               |             |             |           |              |                |                |      |  |
|  | España           | España           | 0                |                | Australia     | Australia     | 12          |             |           |              |                |                |      |  |
|  |                  |                  |                  |                | Australia     | Australia     | 12          |             |           |              |                |                |      |  |
|  |                  |                  | Canadá           | Canadá         | 26            |               |             |             |           |              |                |                |      |  |
|  | Canadá           | Canadá           | Canadá           | Canadá         | 26            | 19            |             |             |           |              |                |                |      |  |
|  | Canadá           | Canadá           |                  |                |               |               |             |             |           |              |                |                |      |  |
|  | Francia          | Francia          | 7                |                |               |               |             |             |           |              |                |                |      |  |
|  | Francia          | Francia          | 7                |                |               |               |             |             |           | Canadá       | Canadá         | 14             |      |  |
|  |                  |                  |                  |                |               |               |             |             |           | Canadá       | Canadá         | 14             |      |  |
|  |                  |                  | Nueva Zelanda    | Nueva Zelanda  | 17            |               |             |             |           |              |                |                |      |  |
|  | Nueva Zelanda    | Nueva Zelanda    | Nueva Zelanda    | Nueva Zelanda  | 17            | 24            |             |             |           |              |                |                |      |  |
|  | Nueva Zelanda    | Nueva Zelanda    |                  |                |               |               |             |             |           |              |                |                |      |  |
|  | Fiyi             | Fiyi             | 10               |                |               |               |             |             |           |              |                |                |      |  |
|  | Fiyi             | Fiyi             | 10               |                | Nueva Zelanda | Nueva Zelanda | 24          |             |           | Tercer lugar | Tercer lugar   | Tercer lugar   |      |  |
|  |                  |                  |                  |                | Nueva Zelanda | Nueva Zelanda | 24          |             |           | Tercer lugar | Tercer lugar   | Tercer lugar   |      |  |
|  |                  |                  | Estados Unidos   | Estados Unidos | 7             |               |             |             |           |              |                |                |      |  |
|  | Estados Unidos   | Estados Unidos   | Estados Unidos   | Estados Unidos | 7             | 28            |             |             | Australia | Australia    | 7              |                |      |  |
|  | Estados Unidos   | Estados Unidos   |                  |                |               |               |             |             | Australia | Australia    | 7              |                |      |  |
|  | Rusia            | Rusia            | 7                |                |               |               |             |             |           |              | Estados Unidos | Estados Unidos | 24   |  |
|  | Rusia            | Rusia            | 7                |                |               |               |             |             |           |              | Estados Unidos | Estados Unidos | 24   |  |
|  |                  |                  |                  |                |               |               |             |             |           |              |                |                |      |  |

| Bandera de Nueva Zelanda |
| Campeón Nueva Zelanda    |
| 1º título del circuito   |